# Letsie I
Letsie I Moshoeshoe (1811-1891) foi o rei e posteriormente chefe-supremo da Basutolândia, atual Lesoto, entre 1870 e 1891. 

## Vida e reinado
Letsie Moshoeshoe nasceu em 1811, sendo filho do Moshoeshoe I, o fundador e primeiro rei do Lesoto, e de sua esposa principal Mamohato. Ele ajudou seu pai em algumas batalhas e foi teve uma educação cristã através de missionários no país. Em 1870 ele assumiu o trono após a morte de seu pai. Cerca de um ano depois, em 1871 a Basutolândia passa de protetorado britânico á região da Colônia do Cabo e o rei teve seu título rebaixado á "Chefe Supremo", com poderes representativos e cerimoniais. Com isso o povo se revoltou e anos mais tarde, em 1884 o protetorado foi restaurado e o chefe reinou até 1891. 